# ヴラダン・ルキッチ
ヴラダン・ルキッチ（セルビア語: Владан Лукић, ラテン文字転写: Vladan Lukić、1970年2月16日 - ）は、セルビア（旧ユーゴスラビア）の元サッカー選手。ポジションはフォワード。

## 経歴
黄金期のレッドスター・ベオグラードの一員として1991年にUEFAチャンピオンズカップ 1990-91優勝を果たした。ユーゴスラビア代表としては1991年と1998年の6試合に出場した。引退後はFKソポトの会長を経て2009年から2012年までレッドスター・ベオグラードの会長を務めた。

## タイトル

### レッドスター・ベオグラード
- ユーゴスラビア・プルヴァ・リーガ：1987-88, 1989-90, 1990-91, 1991-92
- ユーゴスラビアカップ：1989-90
- ユーゴスラビア / セルビア・モンテネグロカップ：1992-93
- UEFAチャンピオンズカップ：1990-91
- インターコンチネンタルカップ：1991